# Планковская сила
Планковская сила — единица измерения силы в планковской системе единиц. Численно равна планковскому импульсу, делённому на планковское время.  Обозначается {\displaystyle F_{\text{P}}}.
{\displaystyle F_{\text{P}}={\frac {m_{\text{P}}c}{t_{\text{P}}}}={\frac {c^{4}}{G}}=1.21027\times 10^{44}\,{\mbox{H.}}}